# Cavaglio-Spoccia
Cavaglio-Spoccia var en tidigare kommun i kommunen Valle Cannobina i provinsen Verbano Cusio Ossola i regionen Piemonte i Italien. 
Cavaglio-Spoccia upphörde som kommun den 1 januari 2019 och bildade med de tidigare kommunerna Cursolo-Orasso och Falmenta den nya kommunen Valle Cannobina. Den tidigare kommunen hade 226 invånare (2018). Kommunhuvudort var Lunecco.